# Dom von Fossano

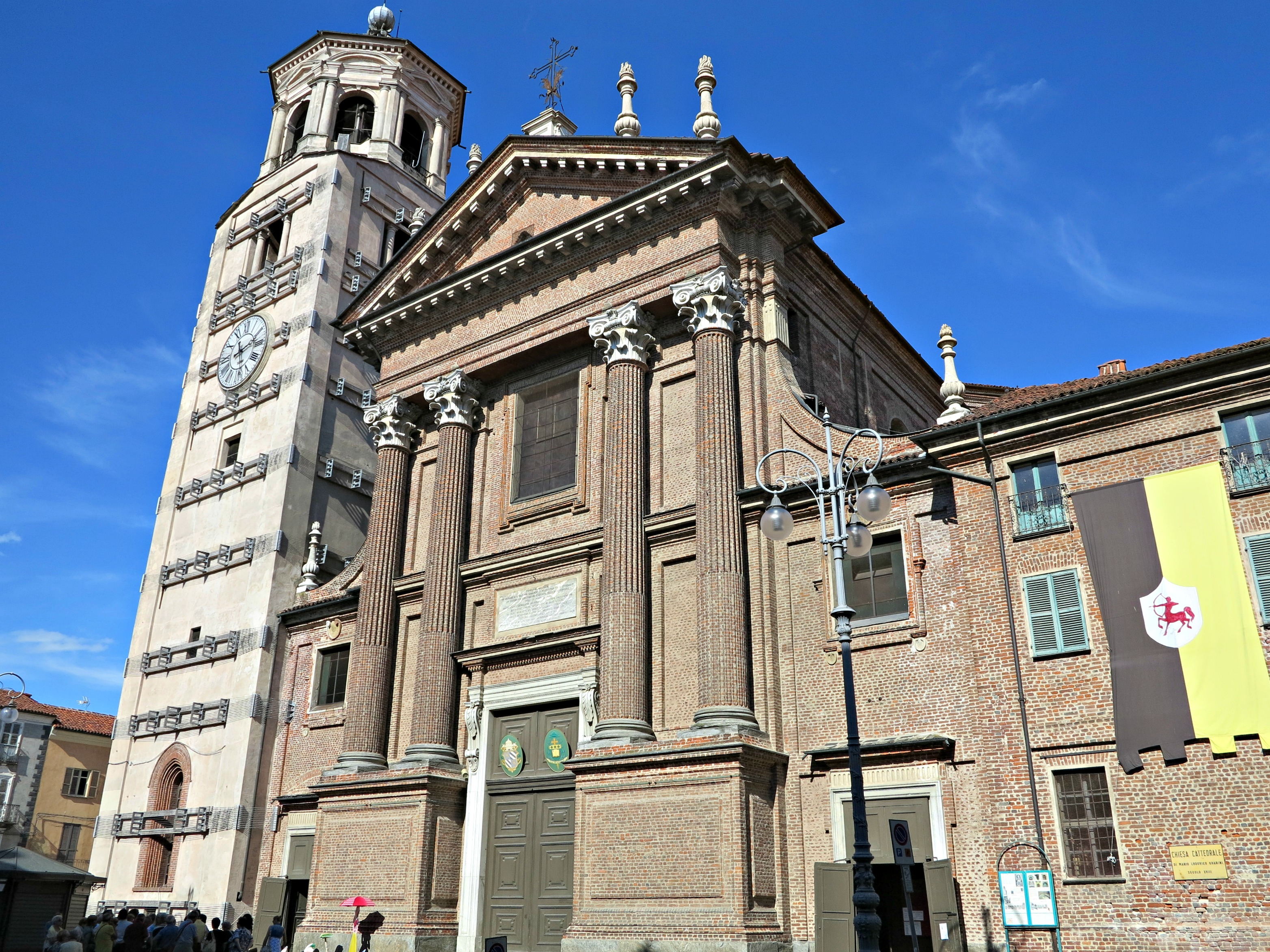
Kathedrale von Fassano

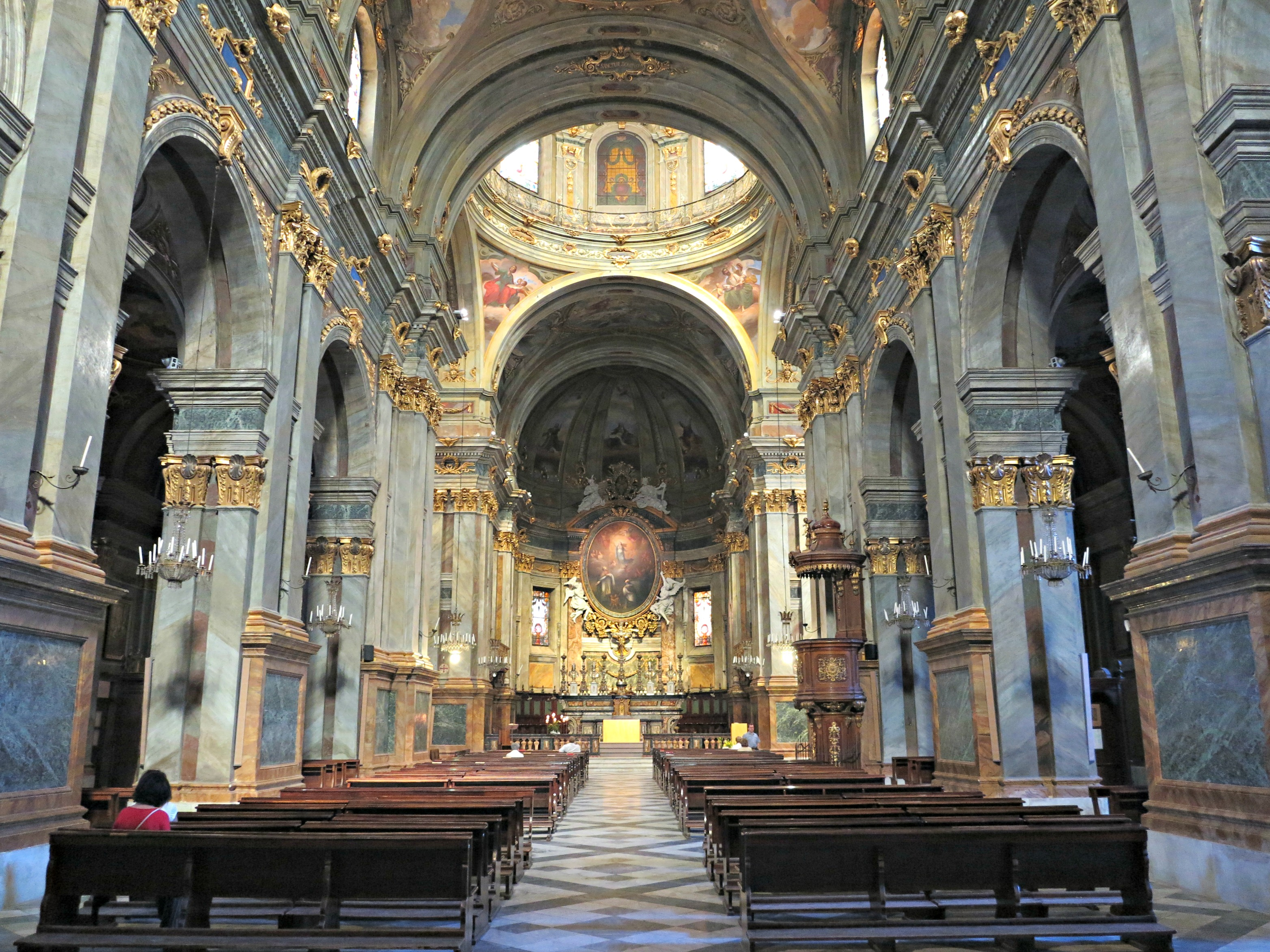
Innenraum

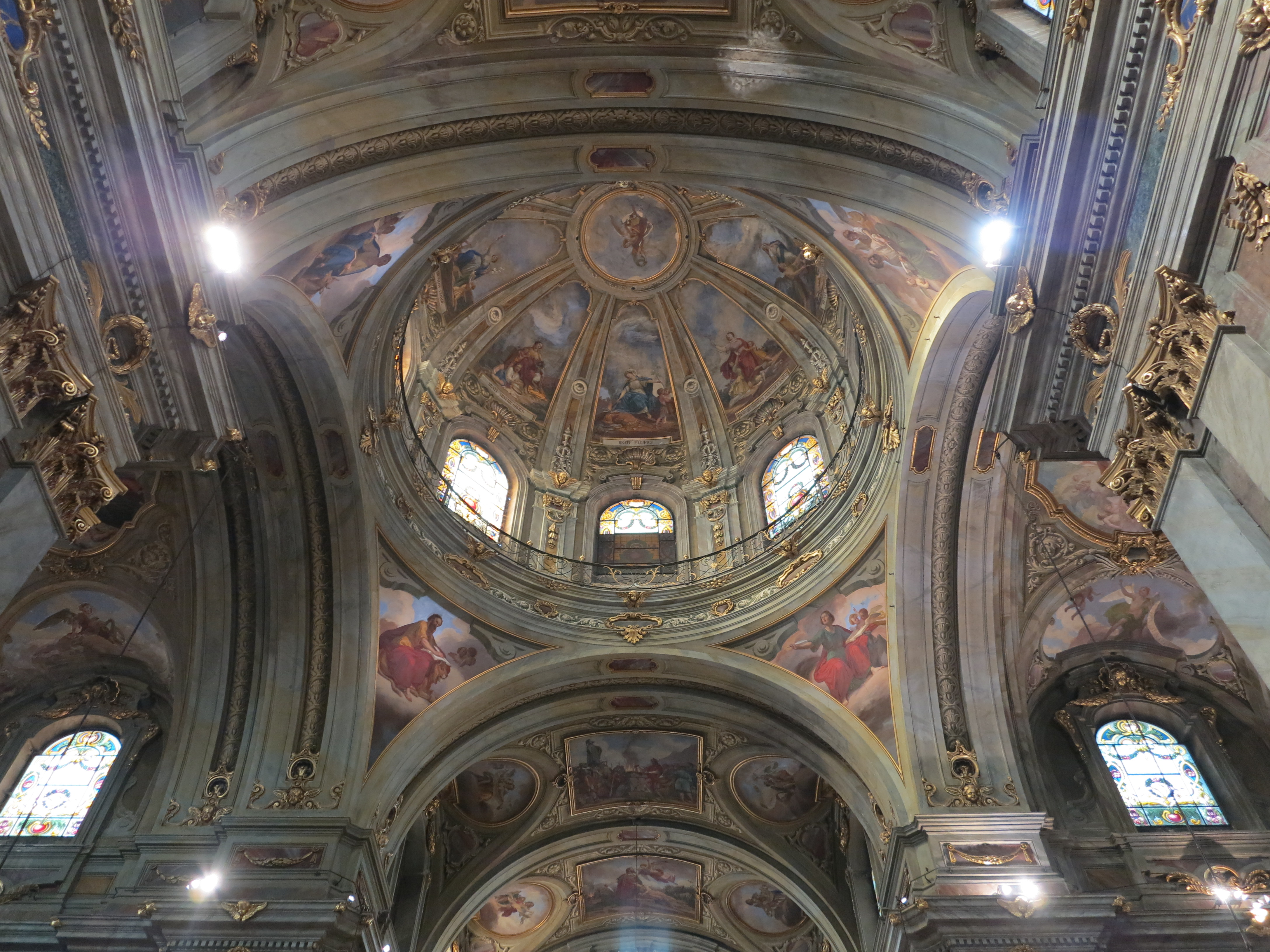
Innenansicht der Kuppel

Der Dom von Fossano oder die Kathedrale St. Marien und St. Juvenalis (italienisch Cattedrale di Santa Maria e San Giovenale) ist eine Kirche in Fossano in der italienischen Provinz Cuneo im Piemont. Die ehemalige Kathedrale des Bistums Fossano und heutige Konkathedrale des 2023 vereinigten Bistums Cuneo-Fossano besitzt ab immemorabili den Rang einer Basilica minor.

## Geschichte
Die ursprüngliche, bei Ausgrabungen nachgewiesene Stiftskirche aus dem 13. Jahrhundert mit einem heute erhaltenen Glockenturm aus der Zeit zwischen 1395 und 1420 wurde im 15. Jahrhundert erweitert. Mit Schaffung des Bistums Fossano wurde sie 1592 zur Kathedrale erhoben. Der Turm erhielt im 17. Jahrhundert durch Boetto einen neuen, achteckigen Aufsatz.
Zur Verehrung des hl. Juvenalis von Benevent begann Bischof Morozzo mit den Bauarbeiten für die neue Domkirche, diese dauerten von 1778 bis 1791, als sie geweiht wurde. Seit 1786 wurde die Kuppel ausgemalt und die Statuen und die gesamte Ausgestaltung wurden modelliert. Die heutige Kathedrale ist das Ergebnis einer umfassenden Renovierung, die von 1862 bis 1866 das innere Erscheinungsbild der Kirche vollständig veränderte und die ursprüngliche Ausgestaltung mit Vergoldungen, Gemälden, künstlichem Marmor, Rahmen, Friesen und Stuckverzierungen überlagerte.

## Beschreibung
Der vom Architekten Mario Ludovico Quarini entworfene Dom besitzt eine imposante Fassade aus unverputzten Backsteinen in klassizistischem Stil, die durch die vier korinthischen Riesensäulen mit zusammengesetztem Kapitell beeindruckend gestaltet ist. Die dreischiffige Basilika mit schmale Seitenschiffen und Querschiff führt zu einem Chor mit runder Apsis. Die Deckengewölbe einschließlich der Vierungskuppel mit ihrem durchfensterten Tambour sind reich mit Fresken ausgemalt. Seitlich gehen zehn Kapellen ab. Bedeutende Bilder, darunter fünf Medaillons, stammen von Paolo Emilio. Weitere Gemälde wurden von Claret und Boetto gefertigt, die Fresken aus dem 19. Jahrhundert stammen von Luigi Hartman, Davide Ortori, Emilio Morgari und Domenico Mossello. Die Reliquien des Schutzheiligen der Stadt, des Heiligen Juvenal, werden ebenfalls im Inneren aufbewahrt. 1985 wurde das Taufbecken von Quarini in die restaurierte Pfarrkapelle überführt, die an die Räumlichkeiten der Kathedrale angegliedert ist.